# Cheilotrema
Genre
Cheilotrema est un genre de poissons de la famille des Sciaenidae.

## Liste des espèces
- Cheilotrema fasciatum Tschudi, 1846
- Cheilotrema saturnum (Girard, 1858) - courbine noire